# Dalarö skans

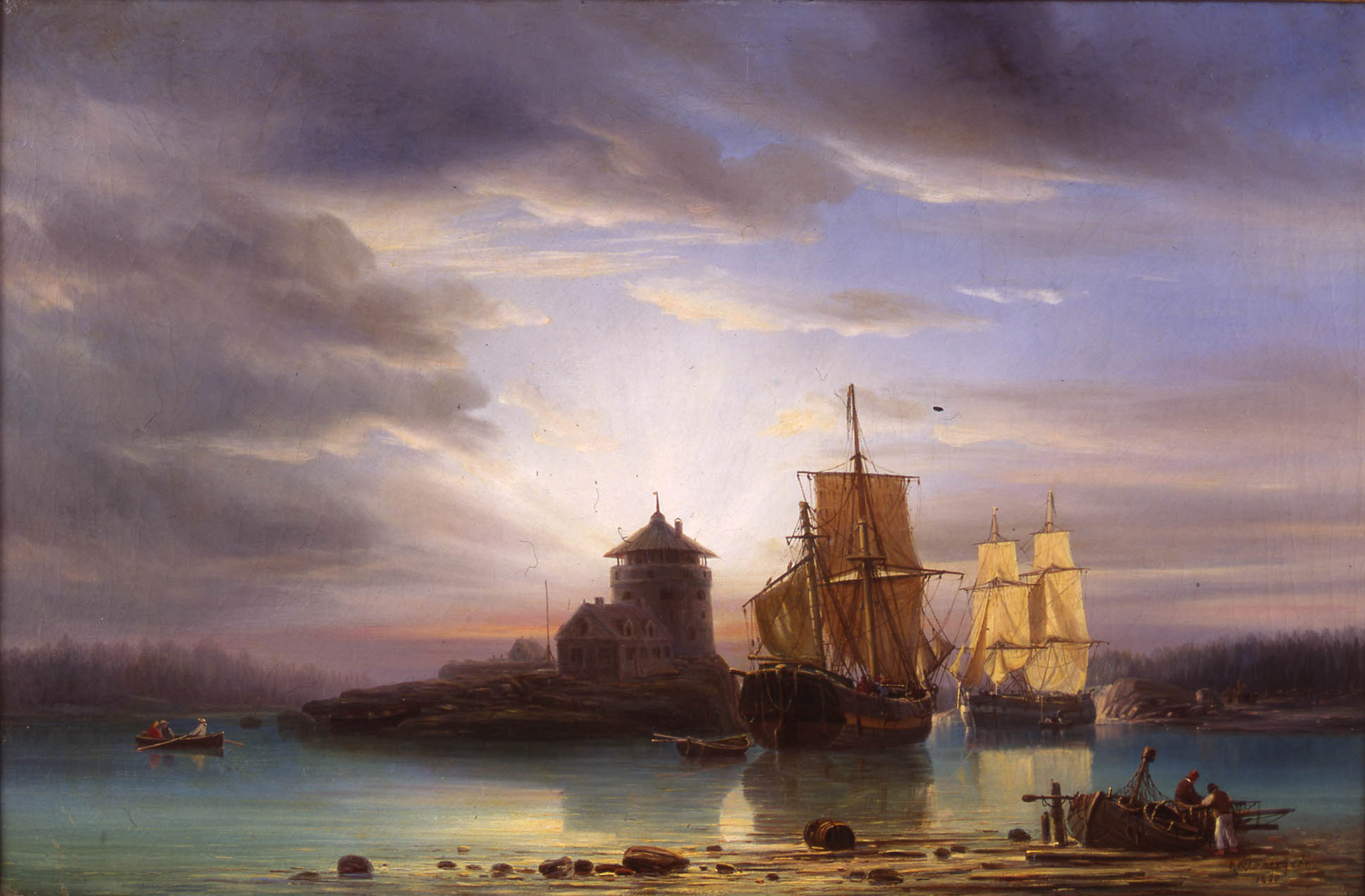
Oljemålning föreställande Dalarö skans av Per Wilhelm Cedergren. Ur Sjöhistoriska museets samlingar.

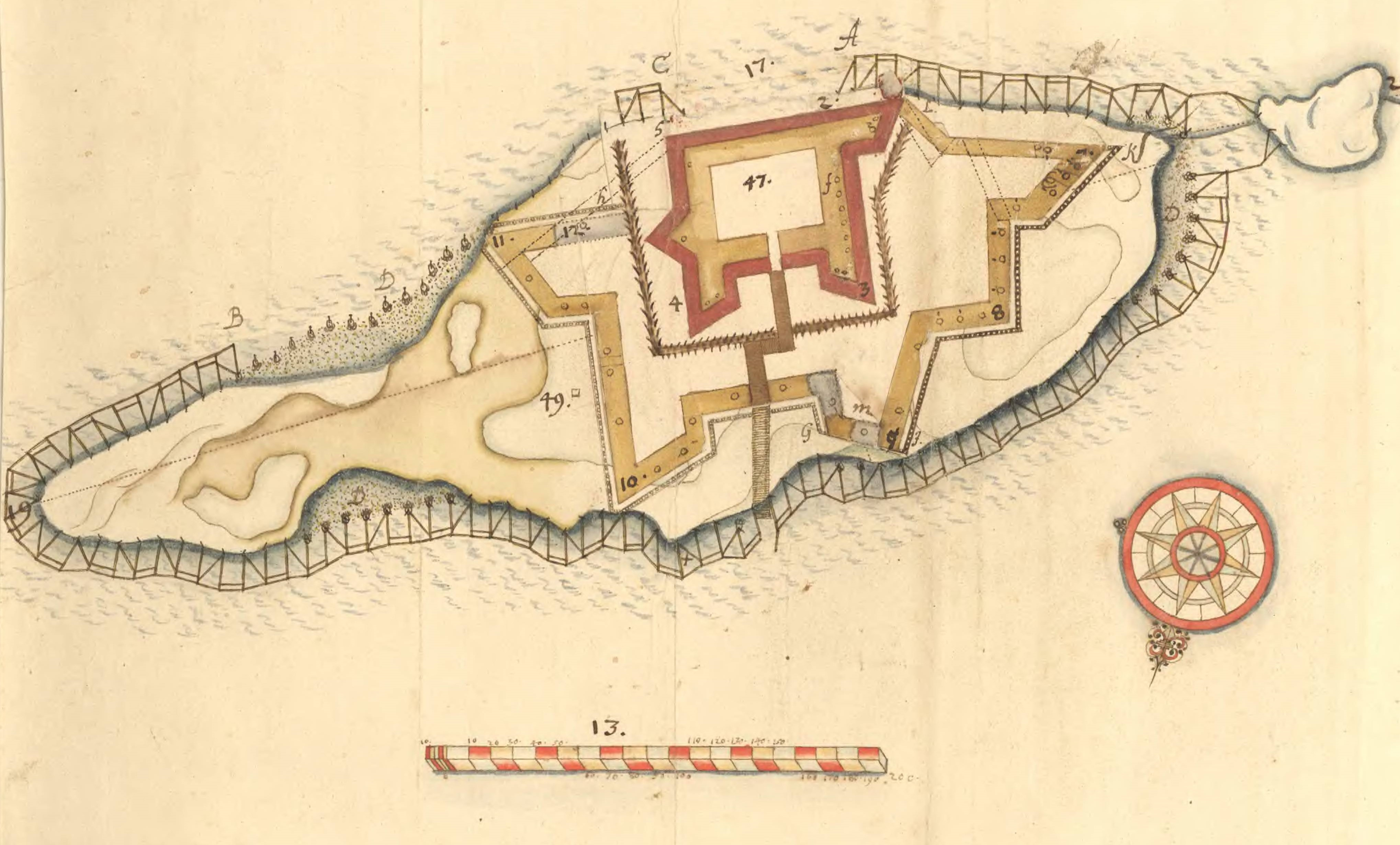
Dalarö skans, ritning från 1656.

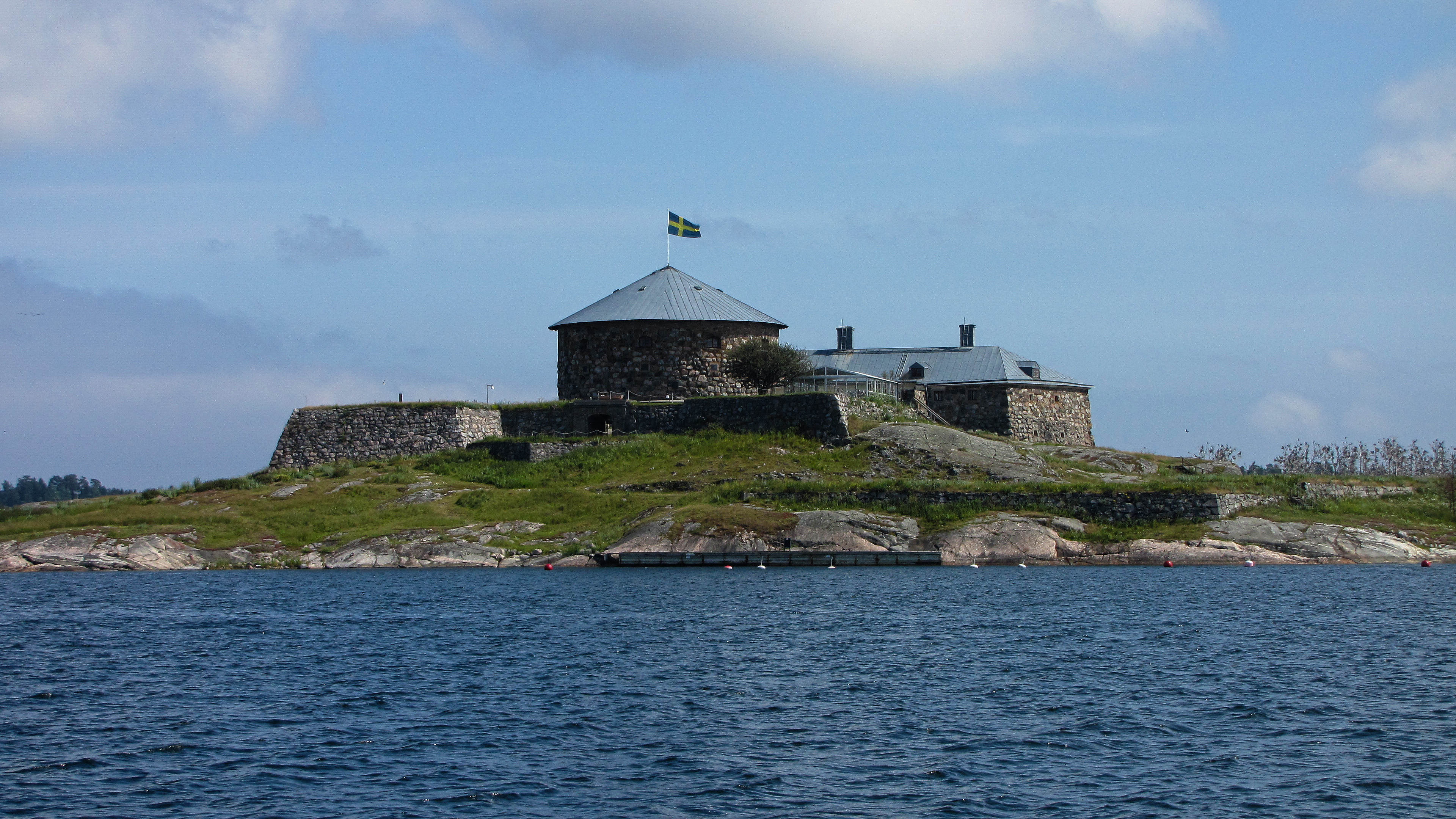
Dalarö skans sedd från sydväst, 2011.

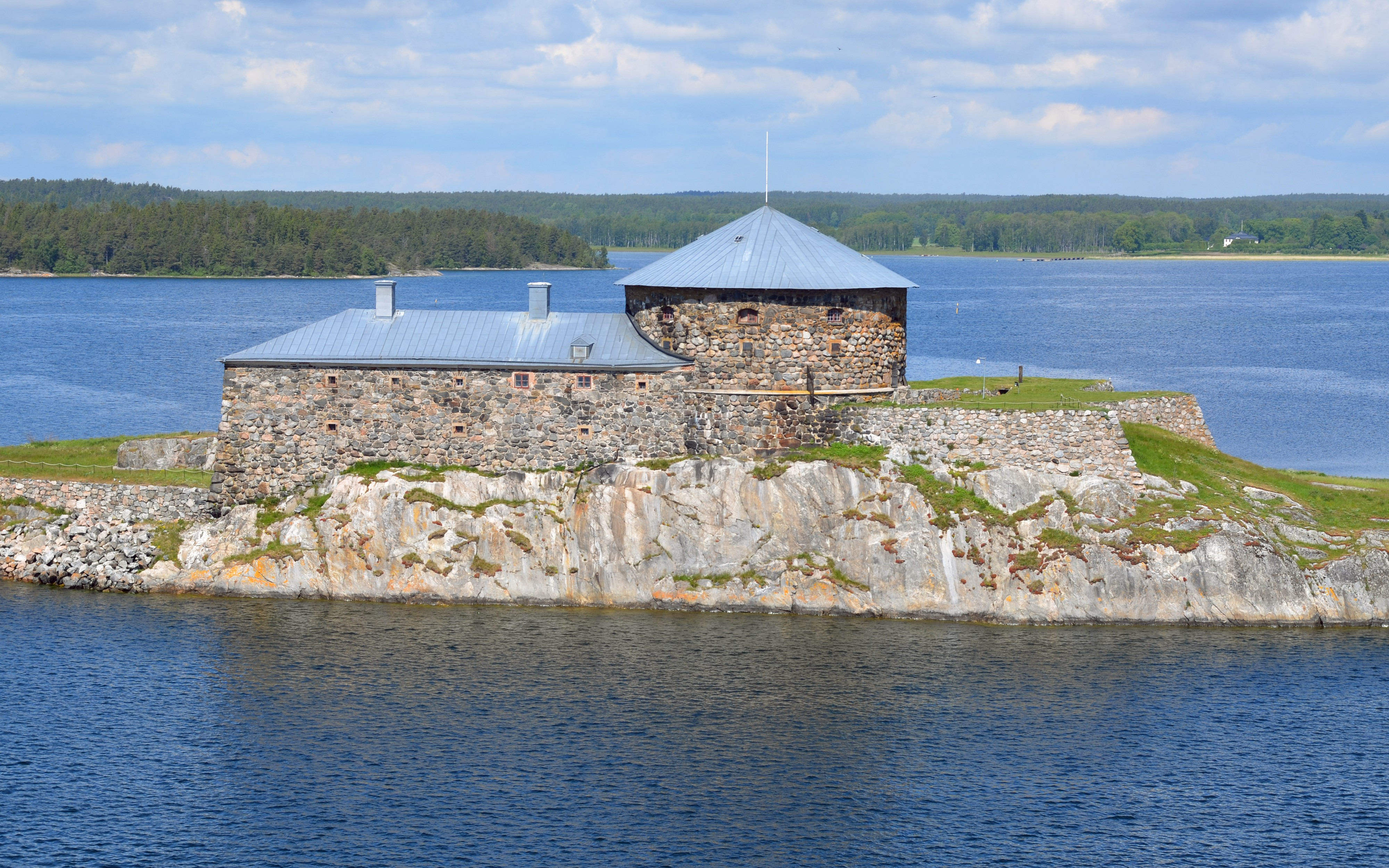
Dalarö skans sedd från öster, 2012.

Dalarö skans är en före detta fästning ombyggd till eventlokal, som ligger på ön Stockskärsholmen i Stockholms skärgård strax söder om Dalarö.

## Historia
Den första skansen anlades 1623 på Skansberget norr om Lotsberget. Den byggdes av stockar med jordfyllning och efter bristande underhåll förföll den med tiden. Nuvarande skans började anläggas 1656 av Johan Peter Kirstenius på uppdrag av Karl X Gustav. Skansen var tänkt att skydda de fartyg som låg i hamn vid Dalarö och alltså inte för att hindra fienden från att nå Stockholm. Enligt en annan källa var den anlagd i syfte att skydda inloppet till Stockholms skärgård.
1683 inleddes planeringen med en modernisering av fästningen under Erik Dahlbergh. Först 1698 påbörjades arbeten enligt detta förslag. Skansen var försvarsduglig 1724, över 20 år efter Dahlberghs död. Tornet fick sin huv 1753.
I samband med Finska kriget 1808–1809 fick skansen en viss upprustning. Fästningen har aldrig varit i strid och kringgicks av de ryska styrkorna under rysshärjningarna 1719. Den 28 mars 1854 utgick Dalarö skans ur det fasta försvaret. Kaptenen Thorbjörn Morén var den siste fortifikationsbefälhavaren på Dalarö skans. 
Byggnaden blev 1935 byggnadsminnesmärkt och hyser idag en festvåning för privata tillställningar som bröllop. Byggnaden ägs och förvaltas av Statens fastighetsverk.